# Andrei Wjatscheslawowitsch Lomakin
Andrei Wjatscheslawowitsch Lomakin (russisch Андрей Вячеславович Ломакин; * 3. April 1964 in Woskressensk, Russische SFSR; † 9. Dezember 2006 in Detroit, Michigan, USA) war ein russischer Eishockeyspieler.

## Karriere
Der 61-fache Nationalspieler feierte seinen größten Erfolg bei den Olympischen Winterspielen 1988 in Calgary, als er mit dem Team der UdSSR die Goldmedaille errang. Im Jahr 1988 wurde er in die Russische und sowjetische Hockey Hall of Fame aufgenommen.
Beim NHL Entry Draft 1991 wurde er von den Philadelphia Flyers in der siebten Runde an insgesamt 138. Position ausgewählt. Bei den Eisbären Berlin bleibt der technisch starke "Wunderrusse" unvergessen. Am 10. November 1995 schoss er die Preussen Devils fast im Alleingang ab, als er zum 3:4 n. V. drei Tore und eine Vorlage beisteuerte und dabei das entscheidende Tor in der Verlängerung machte.
Andrei Lomakin erlag am 9. Dezember 2006 einem Krebsleiden.

## Erfolge und Auszeichnungen
- 1988 Goldmedaille bei der Junioren-Weltmeisterschaft
- 1988 Goldmedaille bei den Olympischen Winterspielen